# Ameritech Cup 1985
L'Ameritech Cup 1985 è stato un torneo femminile di tennis giocato sul sintetico indoor. È stata la 14ª edizione del torneo, che fa parte del Virginia Slims World Championship Series 1985. Si è giocato nell'UIC Pavilion di Chicago negli USA, dal 16 al 22 novembre 1985.

## Campionesse

### Singolare
Bonnie Gadusek ha battuto in finale  Kathy Rinaldi con il punteggio di 6–1, 6–3

### Doppio
Kathy Jordan /  Elizabeth Smylie hanno battuto in finale  Elise Burgin /  Joanne Russell con il punteggio di 6–2, 6–2